# A labdarúgó-világbajnokság díjai
A labdarúgó-világbajnokságok után a Nemzetközi Labdarúgó-szövetség hat díjat oszt ki.

## Aranycipő
A World Cup Golden Boot, azaz a világbajnoki „Aranycipő” díjat az a játékos kapja, amely a legtöbb gólt szerzi a világbajnokságon. Ha két vagy több játékos ugyanannyi gólt ér el, akkor a gólpasszok száma dönt (a FIFA Technikai Bizottságának döntése alapján). Ha ez is egyenlő, akkor a játszott percek számítanak, a kevesebb időt pályán töltött játékos végez előrébb. Az „Ezüst-” és „Bronzcipő” díjat a második és harmadik helyen végzett játékosok kapják.
| Év   | Játékos           | Nemzet        | Gólok |
| ---- | ----------------- | ------------- | ----- |
| 1930 | Guillermo Stábile | Argentína     | 8     |
| 1934 | Edmund Conen      | Németország   | 4     |
| 1934 | Oldřich Nejedlý   | Csehszlovákia | 4     |
| 1934 | Angelo Schiavio   | Olaszország   | 4     |
| 1938 | Leônidas da Silva | Brazília      | 8     |
| 1950 | Ademir            | Brazília      | 7     |
| 1954 | Kocsis Sándor     | Magyarország  | 11    |
| 1958 | Just Fontaine     | Franciaország | 13    |
| 1962 | Albert Flórián    | Magyarország  | 4     |
| 1962 | Garrincha         | Brazília      | 4     |
| 1962 | Valentyin Ivanov  | Szovjetunió   | 4     |
| 1962 | Dražan Jerković   | Jugoszlávia   | 4     |
| 1962 | Leonel Sánchez    | Chile         | 4     |
| 1962 | Vavá              | Brazília      | 4     |
| 1966 | Eusébio           | Portugália    | 9     |
| 1970 | Gerd Müller       | NSZK          | 10    |
| 1974 | Grzegorz Lato     | Lengyelország | 7     |
| 1978 | Mario Kempes      | Argentína     | 6     |

Az Ezüstcipő és Bronzcipő díjakat 1982 óta adják.[forrás?] 1982 utáni díjazottak:
| Év   | Aranycipő                        | Gól | Ezüstcipő                                                | Gól | Bronzcipő                                                              | Gól |
| ---- | -------------------------------- | --- | -------------------------------------------------------- | --- | ---------------------------------------------------------------------- | --- |
| 1982 | Paolo Rossi                      | 6   | Karl-Heinz Rummenigge                                    | 5   | Zico                                                                   | 4   |
| 1986 | Gary Lineker                     | 6   | Diego Maradona Careca Emilio Butragueño                  | 5   | Jorge Valdano Preben Elkjaer Larsen Alessandro Altobelli Ihor Bjelanov | 4   |
| 1990 | Salvatore Schillaci              | 6   | Tomáš Skuhravý                                           | 5   | Roger Milla Gary Lineker Lothar Matthäus Míchel                        | 4   |
| 1994 | Hriszto Sztoicskov Oleg Szalenko | 6   | Romário Jürgen Klinsmann Roberto Baggio Kennet Andersson | 5   | Gabriel Batistuta Florin Răducioiu Martin Dahlin                       | 4   |
| 1998 | Davor Šuker                      | 6   | Gabriel Batistuta Christian Vieri                        | 5   | Ronaldo Marcelo Salas Luis Hernández                                   | 4   |
| 2002 | Ronaldo                          | 8   | Miroslav Klose Rivaldo                                   | 5   | Jon Dahl Tomasson Christian Vieri                                      | 4   |
| 2006 | Miroslav Klose                   | 5   | Hernán Crespo                                            | 3   | Ronaldo                                                                | 3   |
| 2010 | Thomas Müller                    | 5   | David Villa                                              | 5   | Wesley Sneijder                                                        | 5   |
| 2014 | James Rodríguez                  | 6   | Thomas Müller                                            | 5   | Neymar                                                                 | 4   |
| 2018 | Harry Kane                       | 6   | Antoine Griezmann                                        | 4   | Romelu Lukaku                                                          | 4   |
| 2022 | Kylian Mbappé                    | 8   | Lionel Messi                                             | 7   | Olivier Giroud                                                         | 4   |

## Aranylabda
Az „Aranylabda” díjat az eseményre akkreditált újságírók szavazatai alapján kapja a torna legjobb játékosa. Az „Ezüst-” és „Bronzlabda” díjat a második és harmadik helyen végzett játékosok kapják. A díjat először 1982-ben adták, azonban a FIFA visszamenőlegesen a korábbi világbajnokságokra is hirdetett díjazottakat.
Visszamenőlegesen díjazottak
| Év                  | Aranylabda      | Ezüstlabda              | Bronzlabda           |
| ------------------- | --------------- | ----------------------- | -------------------- |
| 1930, Uruguay       | José Nasazzi    | Guillermo Stábile       | José Leandro Andrade |
| 1934, Olaszország   | Giuseppe Meazza | Ricardo Zamora          | Oldřich Nejedlý      |
| 1938, Franciaország | Leônidas        | Silvio Piola            | Sárosi György        |
| 1950, Brazília      | Zizinho         | Juan Alberto Schiaffino | Ademir               |
| 1954, Svájc         | Puskás Ferenc   | Kocsis Sándor           | Fritz Walter         |
| 1958, Svédország    | Didi            | Pelé                    | Raymond Kopa         |
| 1962, Chile         | Garrincha       | Josef Masopust          | Leonel Sánchez       |
| 1966, Anglia        | Bobby Charlton  | Bobby Moore             | Eusébio              |
| 1970, Mexikó        | Pelé            | Gérson                  | Bobby Moore          |
| 1974, NSZK          | Johan Cruijff   | Franz Beckenbauer       | Kazimierz Deyna      |
| 1978, Argentína     | Mario Kempes    | Paolo Rossi             | Dirceu               |

1982-től díjazottak
| Év                            | Aranylabda          | Ezüstlabda        | Bronzlabda            |
| ----------------------------- | ------------------- | ----------------- | --------------------- |
| 1982, Spanyolország           | Paolo Rossi         | Falcão            | Karl-Heinz Rummenigge |
| 1986, Mexikó                  | Diego Maradona      | Harald Schumacher | Preben Elkjær         |
| 1990, Olaszország             | Salvatore Schillaci | Lothar Matthäus   | Diego Maradona        |
| 1994, USA                     | Romário             | Roberto Baggio    | Hriszto Sztoicskov    |
| 1998, Franciaország           | Ronaldo             | Davor Šuker       | Lilian Thuram         |
| 2002, Dél-Korea/Japán         | Oliver Kahn         | Ronaldo           | Hong Mjongbo          |
| 2006, Németország             | Zinédine Zidane     | Fabio Cannavaro   | Andrea Pirlo          |
| 2010, Dél-afrikai Köztársaság | Diego Forlán        | Wesley Sneijder   | David Villa           |
| 2014, Brazília                | Lionel Messi        | Thomas Müller     | Arjen Robben          |
| 2018, Oroszország             | Luka Modrić         | Eden Hazard       | Antoine Griezmann     |
| 2022, Katar                   | Lionel Messi        | Kylian Mbappé     | Luka Modrić           |

## Legjobb kapus
A Lev Jasin-díjat, azaz a legjobb kapus díját a FIFA Technikai Bizottsága által megválasztott kapus kapja.
| Év                  | Az All-Star csapat kapusa |
| ------------------- | ------------------------- |
| 1930, Uruguay       | Enrique Ballesteros       |
| 1934, Olaszország   | Ricardo Zamora            |
| 1938, Franciaország | František Plánička        |
| 1950, Brazília      | Roque Máspoli             |
| 1954, Svájc         | Grosics Gyula             |
| 1958, Svédország    | Harry Gregg               |
| 1962, Chile         | Viliam Schrojf            |
| 1966, Anglia        | Gordon Banks              |
| 1970, Mexikó        | Ladislao Mazurkiewicz     |
| 1974, NSZK          | Jan Tomaszewski           |
| 1978, Argentína     | Ubaldo Fillol             |
| 1982, Spanyolország | Dino Zoff                 |
| 1986, Mexikó        | Harald Schumacher         |
| 1990, Olaszország   | Sergio Goycochea          |

A díjat először 1994-ben osztották ki. Az 1994-től díjazottak nevei:
| Év                            | Díjazott           |
| ----------------------------- | ------------------ |
| 1994, Egyesült Államok        | Michel Preud’homme |
| 1998, Franciaország           | Fabien Barthez     |
| 2002, Dél-Korea/Japán         | Oliver Kahn        |
| 2006, Németország             | Gianluigi Buffon   |
| 2010, Dél-afrikai Köztársaság | Iker Casillas      |
| 2014, Brazília                | Manuel Neuer       |
| 2018, Oroszország             | Thibaut Courtois   |
| 2022, Katar                   | Emiliano Martínez  |

## Legjobb fiatal játékos
A FIFA különdíjjal jutalmazza a legjobb 21 éven aluli játékost. A FIFA Technikai Bizottsága 10 labdarúgót választ ki a torna végső szakaszában, a győztesről a FIFA honlapján megtartandó szavazás dönt. A díjat először 2006-ban osztották ki, de a FIFA visszamenőlegesen 1958-ig díjazta a legjobb fiatalt.
Visszamenőleges díjazottak, 1958-ig:
| Év                     | Díjazott          |
| ---------------------- | ----------------- |
| 1958, Svédország       | Pelé              |
| 1962, Chile            | Albert Flórián    |
| 1966, Anglia           | Franz Beckenbauer |
| 1970, Mexikó           | Teófilo Cubillas  |
| 1974, NSZK             | Władysław Żmuda   |
| 1978, Argentína        | Antonio Cabrini   |
| 1982, Spanyolország    | Manuel Amoros     |
| 1986, Mexikó           | Enzo Scifo        |
| 1990, Olaszország      | Robert Prosinečki |
| 1994, Egyesült Államok | Marc Overmars     |
| 1998, Franciaország    | Michael Owen      |
| 2002, Dél-Korea/Japán  | Landon Donovan    |

A díjat először 2006-ban osztották ki. 2006 utáni díjazottak:
| Év                            | Díjazott       |
| ----------------------------- | -------------- |
| 2006, Németország             | Lukas Podolski |
| 2010, Dél-afrikai Köztársaság | Thomas Müller  |
| 2014, Brazília                | Paul Pogba     |
| 2018, Oroszország             | Kylian Mbappé  |
| 2022, Katar                   | Enzo Fernández |

## FIFA Fair play-díj
A FIFA Fair Play-díjat annak a csapat tagjai kapják, amely a fair play-verseny első helyén végeznek. A díjon kívül 50 000 dollár jutalomban is részesülnek, amelyet utánpótlás nevelésre használhatnak fel.
Eddigi díjazottak:
| Év                            | Díjazott                              |
| ----------------------------- | ------------------------------------- |
| 1978, Argentína               | Argentína                             |
| 1982, Spanyolország           | Brazília                              |
| 1986, Mexikó                  | Brazília                              |
| 1990, Olaszország             | Anglia                                |
| 1994, Egyesült Államok        | Brazília                              |
| 1998, Franciaország           | Anglia és Franciaország (megosztva)   |
| 2002, Dél-Korea/Japán         | Belgium                               |
| 2006, Németország             | Brazília és Spanyolország (megosztva) |
| 2010, Dél-afrikai Köztársaság | Spanyolország                         |
| 2014, Brazília                | Kolumbia                              |
| 2018, Oroszország             | Spanyolország                         |
| 2022, Katar                   | Anglia                                |

## Legszórakoztatóbb csapat
A legszórakoztatóbb csapat díját a FIFA.com oldalon megtartandó nyilvános szavazás alapján kapja az első helyen végző csapat.
Eddigi díjazottak:
| Év                     | Díjazott         |
| ---------------------- | ---------------- |
| 1994, Egyesült Államok | Brazília         |
| 1998, Franciaország    | Franciaország    |
| 2002, Dél-Korea/Japán  | Dél-Korea        |
| 2006, Németország      | Portugália       |
| 2010, Dél-Afrika       | Németország      |
| 2014, Brazília         | Kolumbia         |
| 2018, Oroszország      | Belgium          |
| 2022, Katar            | Marokkó[forrás?] |

## Fordítás
- Ez a szócikk részben vagy egészben  a   FIFA World Cup awards című angol Wikipédia-szócikk fordításán alapul.  Az eredeti cikk szerkesztőit annak laptörténete sorolja fel. Ez a jelzés csupán a megfogalmazás eredetét és a szerzői jogokat jelzi, nem szolgál a cikkben szereplő információk forrásmegjelöléseként.